# Thimphu körzet
Thimphu  egyike Bhután 20 körzetének. A fővárosa Thimphu.

## Földrajz
Az ország nyugati részén található.

## Gewog-ok
- Bapbi Gewog
- Chang Gewog
- Dagala Gewog
- Genyekha Gewog
- Kawang Gewog
- Lingzhi Gewog
- Mewang Gewog
- Naro Gewog
- Soe Gewog
- Toepisa Gewog